# Lefty O’Doul Bridge
Die Lefty O’Doul Bridge, bis 1967 nur Third Street Bridge, auch China Basin Bridge benannt nach dem unmittelbar neben der Brücke liegenden Teil der Bucht von San Francisco, ist eine Strauss-Klappbrücke in den USA. Sie führt in San Francisco die Third Street über den Mission Channel und verbindet dadurch auf der Ostseite der Stadt die Quartiere Mission Bay und South of Market (SoMa). Die Brücke befindet sich in unmittelbarer Nähe des Oracle Parks, dem Heimatstadion des Major-League-Baseball-Klubs San Francisco Giants, und ist nach dem linkshändigen Baseballspieler Lefty O'Doul (1897–1969) benannt.

## Geschichte
Die für 640.000 US-Dollar errichtete Brücke wurde im Mai 1933 eröffnete und ist somit älter als die bekanntesten Brücken in San Francisco, der Golden Gate Bridge und der Bay Bridge. Sie wurde von Joseph Baermann Strauss, denselben Ingenieur, der die Golden Gate Bridge projektierte. Die Lefty O’Doul Bridge stellte eine wichtige Verbindung im Hafen San Francisco dar und diente ursprünglich nicht nur den Straßenverkehr, sondern wurde auch von der Straßenbahn und der Hafenbahn San Francisco Belt Railroad benutzt. Das Öffnen der Brücke dauert drei Minuten.